# Peter Barlow
Peter Barlow (Norwich, 13 oktober 1776 – Kent, 1 maart 1862) was een Brits natuur- en wiskundige.

## Biografie
In 1806 werd Barlow benoemd tot assistent-docent wiskunde (later professor) aan de Royal Military Academy in Woolwich, een functie die hij 41 jaar lang zou bekleden.
In 1811 publiceerde hij zijn eerste boek over de getaltheorie onder de titel Elementary Investigation of the Theory of Numbers. In zijn andere werk op dit gebied, de New Mathematical and Philosophical Dictionary, schreef hij dat niemand een groter volmaakt getal zou kunnen vinden dan dat van Euler, namelijk: 230(231-1) = 2.305.843.008.139.952.128. Barlow kon de rekenkracht van de computer en de gedrevenheid van wiskundigen om nog grotere volmaakte getallen te vinden niet voorzien.
Barlow droeg tevens rijkelijk bij aan de Encyclopaedia Metropolitana.
Van 1823 tot 1833 rekende hij veel aan magnetisme en elektriciteit. Barlows onderzoek naar magnetisme leidde tot de belangrijke ontdekking van een praktisch middel om kompasafwijkingen op schepen door het ijzer van het schip zelf te corrigeren dan wel te compenseren. Een deel van zijn magnetisch onderzoek deed hij in samenwerking met Samuel Hunter Christie.
In 1822 vond hij de naar hem genoemde "Wiel van Barlow" uit, een van de eerste homopolaire motoren. In 1823 werd hij lid van de Royal Society of London en twee jaar later, in 1825, werd hij geëerd met de Copley Medal.
In 1827 begon hij met lenzen te werken en construeerde een speciale lens voor een astronomische telescoop. Samen met George Dollond ontwikkelde hij een achromatische lens, aanvankelijk met een vloeistoflaag tussen de glascomponenten, die als de Barlowlens bekendstaat. In 1833 combineerde Barlow kroon- en flintglas voor zijn lenzen. Later hield hij zich steeds meer bezig met de stoomlocomotief en inspectie van de Britse spoorwegen. Tevens droeg hij bij aan sterkteleer en de theorie van bruggenbouw.
Peter Barlow stierf op 85-jarige leeftijd. Zijn zonen Peter W. Barlow en William Henry Barlow waren bekende civiel ingenieurs in de 19e eeuw.

## Publicaties

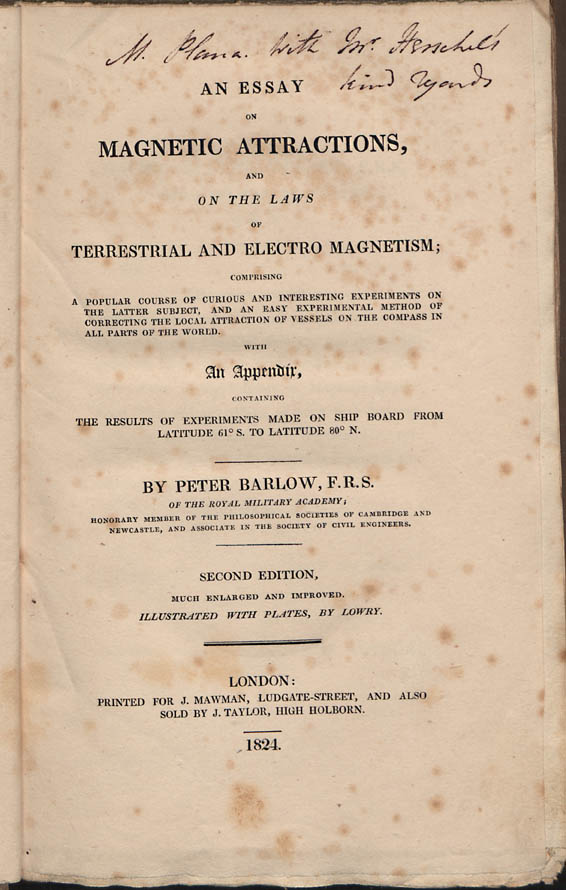
Essay on magnetic attractions, and on the laws of terrestrial and electro magnetism, 1824

Barlow is de auteur van de volgende werken:
- An Elementary Investigation of the Theory of Numbers (1811)
- A New Mathematical and Philosophical Dictionary (1814)
- New Mathematical Tables (1814). Dit werk werd bekend als Barlow's Tables en geeft kwadraten, en derdemachten, wortels en reciproken voor alle getallen van 1 tot 10000. Tot 1965 werden deze tabellen regelmatig herdrukt. tot de computer ze onnodig maakte.
- Essay on Magnetic Attractions (1820)
- Aanwijzing tot het gebruik der correctieplaat van Barlow (1826)